# Club Athlétique Bizertin
CA Birzertin is een Tunesische voetbalclub uit Bizerte. Het is de eerste Tunesische club die de CAF Cup won. De club is ook een vaste waarde in de hoogste klasse en speelde nog maar 2 seizoenen daarbuiten.

## Palmares
- Championnat National Tunisien (4x)
  - Winnaar: 1945, 1946, 1949, 1984
- Beker van Tunesië (3x)
  - Winnaar: 1982, 1987, 2013
  - Finalist: 2007
- Tunesische Ligabeker (1x)
  - Winnaar: 2004
- Tunesische Supercup (1x)
  - Winnaar: 1984
- CAF Beker der Bekerwinnaars (1x)
  - Winnaar: 1988